# Helotidae
Helotidae es una familia de coleópteros polífagos.

## Descripción
De aspecto brillante que recuerda a los compactos escarabajos joya. Con amplio pronoto.  Las patas cortas. Los élitros con muchos tipos de manchas. Se encuentran debajo de la corteza de los árboles y en las flores (Neohelota).

## Distribución
Viven principalmente en zonas tropicales del Viejo Mundo - África y el sudeste de Asia, llegando a la parte septentrional de su área en las islas japonesas y Primorie ruso. Hay hallazgos en América del Sur (Venezuela).

## Géneros
- Afrohelotina
- Helota
- Metahelotella
- Neohelota
- Scrophohelota